# Kálmán Eszter
Kálmán Eszter (Budapest, 1970. április 22. –) asztrológus, író.

## Életpályája
Könyvtár-magyar szakos tanárként végzett az Eötvös Loránd Tudományegyetem Bölcsészettudományi Karán, majd a Szegedi Tudományegyetem Bölcsészettudományi Karán könyvtáros szakinformatikus szakirányon.
Már gyerekkorában történeteket talált ki.  Eleinte a rajzolás volt a szenvedélye, minden történetet lerajzolt. Aztán tizenévesen, a gimnáziumban kezdett írni mindenfélét: verseket, mini novellákat, színdarabokat stb. Nagyon színház/irodalom- és művészetrajongó társaságba került, ők inspirálták. Ebből felnőtt éveire a versírás- és novella írás maradt meg. Amikor megalapították a Magyar Elektronikus Könyvtárat (MEK) az alapítók közt volt és így be is került a legelső e-könyve oda, ami egy verseskötet volt „Szálló Madár” címmel.
1994-2000 között könyvtárosként tevékenykedett.
- 1995-2001-ig Kalo Jenő asztrológiai iskolájába járt, ahol elsajátította a tradicionális asztrológia alapjait. Okleveles asztrológuskánt végzett 2001-ben.
- 2009-2011-ig a R.A.C.A.S. Egyesületben a kérdőasztrológia alapjait tanulta.
- 2011-2014 a Családinet.hu szakértője.
- 2015-ben megjelent az első könyve "Csillagok útján: Intenzív bevezetés az asztrológiába" címmel. Ez a kötet teljesen kezdő szintről indul és az alapfogalmakat magyarázza el egészen a teljes horoszkóp elemzésig.
- 2016-ban megjelent második könyve "Szinasztria: Kapcsolatok az asztrológia tükrében" címmel, amely a párkapcsolati asztrológiáról szól.
- 2018-ban megjelent a harmadik könyve "Kérdezd a csillagokat - Bevezetés a kérdőasztrológiába" címmel, amely az asztrológia egy speciális ágazatát tárgyalja.

2016-tól főállású író. A versei és novellái eddig is többféle antológiában jelentek meg. A miskolci Irodalmi Rádióban fel is felolvasták párszor a verseit. A Barátok verslista és az első Moly.hu nyomtatott antológiában (Tetovált mementó) jelentek meg a továbbiakban versei és mininovellái. Ezenkívül szeret fanfiction-öket is írni, mert ez egyfajta stílusgyakorlatnak is felfogható.